# Cordylodontidae
Famille
Les Cordylodontidae sont une famille éteinte de conodontes de l'ordre des Proconodontida.

## Systématique
La famille des Cordylodontidae a été créée en 1970 par le géologue et paléontologue suédois Maurits Lindström (1932–2009).

## Liste des genres
Selon Paleobiology Database (10 septembre 2022) :
- genre † Cambrooistodus
- genre † Cordylodus Pander, 1856
- genre † Eoconodontus
- genre † Iapetognathus Landing in Fortey et al., 1982